# 온엉덩동맥
온엉덩동맥(common iliac artery), 또는 총장골동맥은 오른쪽과 왼쪽, 양쪽으로 쌍을 이루는 복부의 큰 동맥이다. 시작 지점은 4번째 허리뼈(L4) 높이의 대동맥갈림이다. 끝나는 지점은 양쪽에 하나씩 있는 엉치엉덩관절 앞이며 각각의 온엉덩동맥은 바깥엉덩동맥과 속엉덩동맥으로 나뉜다.

## 구조
온엉덩동맥은 성인의 경우 길이가 약 4cm이고 지름이 1cm 이상이다. 대동맥의 가지로 시작되며, 이 시작 지점은 넷째허리뼈 높이에 있다. 갈라져 나온 온엉덩동맥은 큰허리근의 안쪽 경계를 따라 아래가쪽으로 주행한다. 이후 엉치엉덩관절 앞의 골반가장자리에서 바깥엉덩동맥과 속엉덩동맥으로 갈라진다.
온엉덩동맥과 그 가지들은 모두 한 쌍의 구조로 존재한다. 즉, 왼쪽에 하나, 오른쪽에 하나가 있다.
온엉덩동맥이 분포하는 곳은 기본적으로 골반과 해당하는 쪽의 하지(넙다리동맥을 통해 분포)이다.

### 위치관계
두 개의 온엉덩동맥은 동맥보다 오른뒤쪽에 있는 두 개의 온엉덩정맥과 함께 주행한다. 온엉덩동맥의 말단 분기점에서는 요관이 분기점을 앞쪽으로 가로지른다. 이 사실은 온엉덩동맥의 분기점이 요관 수축이 일어나는 두 번째 지점이기 때문에 중요하다.

## 기능
온엉덩동맥은 다리와 골반 부위에 혈액을 공급한다. 

## 임상적 중요성

### 수축
온엉덩동맥이 좁아질 수 있는데, 이는 온엉덩동맥 시작점인 대동맥갈림에서 가장 흔하게 일어난다.

### 확장
온엉덩동맥의 확장은 다음 기준에 따라 분류할 수 있다.
| 정상   | 직경 ≤ 12mm    |
| 확장증 | 직경 12 ~ 18mm |
| 동맥류 | 직경 ≥ 18mm    |

## 추가 이미지

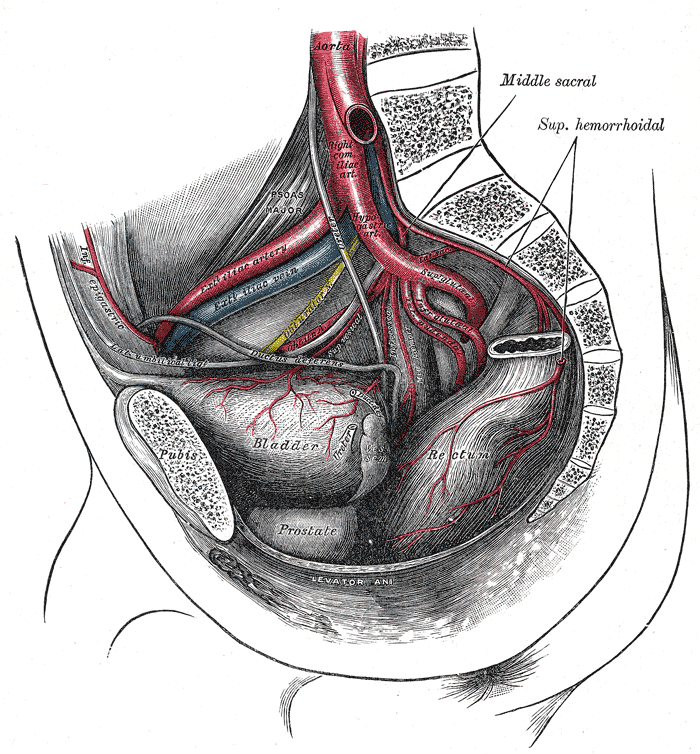
대동맥과 오른쪽 온엉덩동맥의 분기점을 나타낸 측면도. 'Hypogastric artery'는 속엉덩동맥의 옛날 용어이다. 온엉덩동맥은 왼쪽 하단 중앙에 보인다.
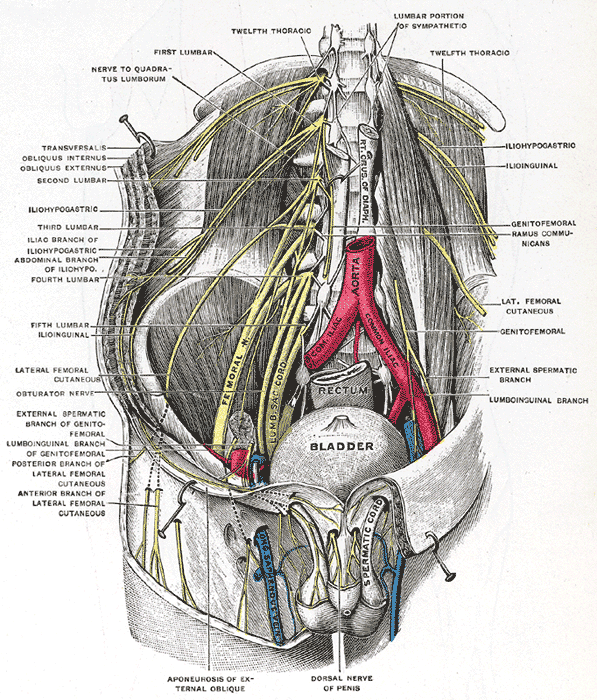
허리신경얼기의 해부도. 양쪽의 온엉덩동맥이 보인다.
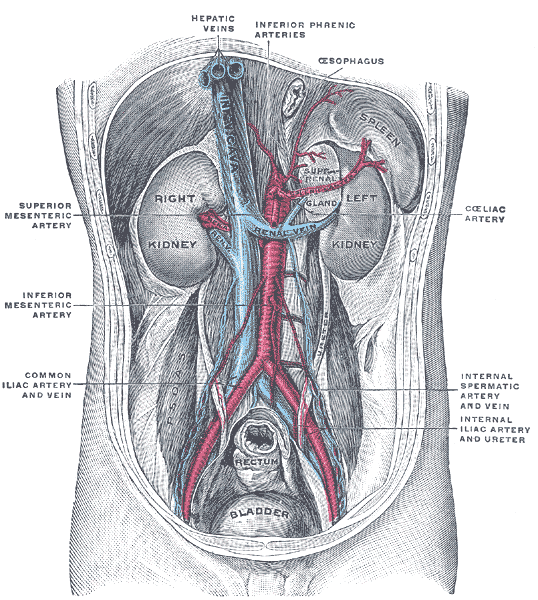
후복벽의 구조물. 복막 제거 후의 콩팥, 부신 및 큰 혈관들.
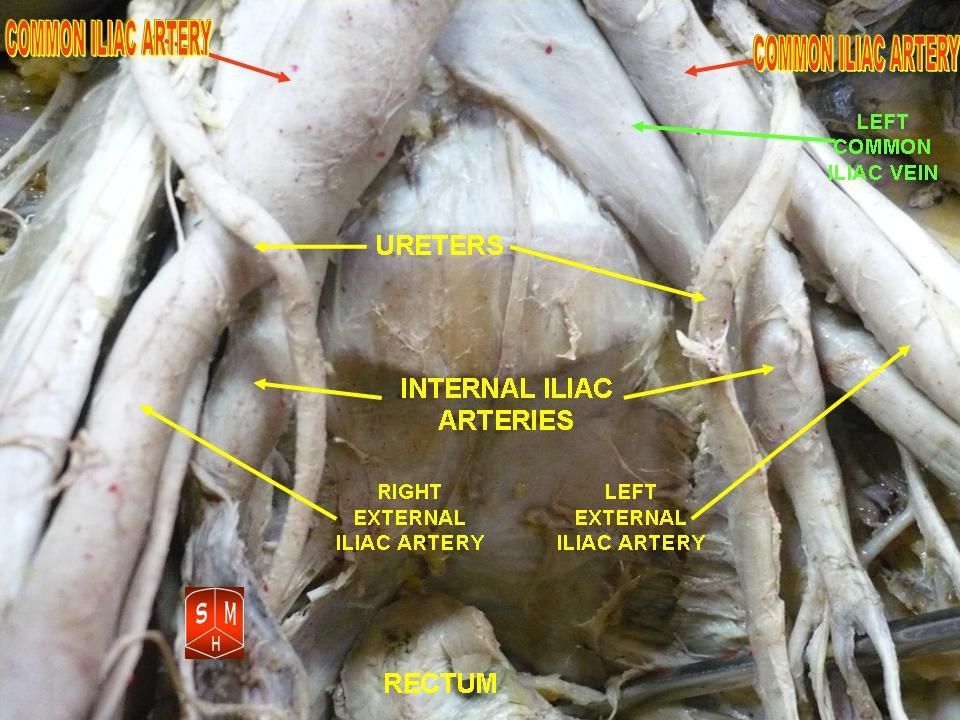
온엉덩동맥.